# スタープラチナ (アダルトゲーム)
『スタープラチナ』 (Star platinum) は、1996年10月にカスタムから発売されたPC-9801VM用アダルトゲームである。タイルパターンを用いた美麗なCG画像で話題となった。
1998年3月には、『Star platinum for Windows 95』のタイトルでWindows 95移植版が発売された。

## 概要
ゲーム的には星座が描かれたカードを用いて、同じカードを集めて役を作るなど、花札のルールを元にしている。また、本作はほかのカスタム作品と同様、16色という限定された同時発色数で美麗なグラフィックによるご褒美画像を特徴としている。
なお、本作にはストーリーモードと花札のみのモードである「ずべ子ちゃんと遊ぼう」があるが、ご褒美画像が見られるのはストーリーモードのみである。ストーリーモードのテキストの一部は、後にLeafの『WHITE ALBUM』で知られる原田宇陀児が執筆していた。
グラフィック面の制作を担当した撫荒武吉は、当時用いた手法を後年に自身のTwitterで「16色グレースケールでスキャンした食パンや木の皮を4色に減色して 背景に使ったりはしたけどキャラ部分はEXルーペのタイルスポイト機能でタイルパターンを塗って描いたかんね！」と明かしている。

## 評価
前田尋之の公式サイト「電脳世界のひみつ基地」において、ライターの松田は、カードゲームとしての面白さとグラフィックの美麗さについて評価している。